# Тарусская вышивка
ООО НХП «Тарусская вышивка» — фабрика художественной вышивки.
Расположена в городе Таруса Калужской области России. Фабрика является последователем исторического промысла калужских крестьян.
Адрес ул. Шмидта, 14А.

## История
Тарусская фабрика была основана крупным специалистом по народным художественным промыслам Натальей Яковлевной Давыдовой и Марией Фёдоровной Якунчиковой при активном участии Маргаритой Николаевной Гумилевской, которая в 1924 году официально зарегистрировала артель. В 1928 году Гумилевская стала уже художественным руководителем артели.
Целью организации артели вышивальщиц было укрепление и развитие народного вышивального мастерства.
Первый период работы артели был периодом надомничества, сырьём для мастериц служили: крестьянский холст, цветная редина. Нитки для вышивания употреблялись исключительно льняные. В первый период функционирования артели в ней работали 30-40 человек. Ассортимент артели в первые годы работы составляли скатерти, дорожки, вышитые платья, рубахи народного кроя, женские кафтанчики -шушуни различные вышивки на шелках.
В 1926 году Н. Я. Давыдова умерла, а М. Ф. Якунчикова покинула СССР. Гумилевская, ставшая единственным руководителем артели, сделала преобразования: артели были выделены мастерские, была создана лаборатория, в которой на основе традиционной калужской вышивки создавались новые орнаменты. Работники артели объезжали деревни Калужской губернии и подбирали образцы народного творчества: скатерти, полотенца, подзоры, блузки, занавески. Какие-то предметы передавались артели в дар, какие-то орнаменты перерисовывались.
В 1930 году число членов артели достигло 300 человек. В артель влились колхозницы деревень Тарусского района. Артель постепенно перешла на другое сырьё — фабричные полотна, стала изготавливать товарную продукцию, изделия на экспорт.
Продукция артели поставлялась во Францию, Бельгию, Англию, Америку, Японию.
Во время Великой Отечественной войны Таруса была занята немецкими войсками, и часть архива артели была утрачена. После войны М. Гумилевская пешком обходила деревни Калужской области и восполняла утраты. С 1953 по 1975 год директором фабрики была Татьяна Яковлевна Пивоварова.
В 1956 году писатель К. Паустовский написал открытое письмо, в котором указал, что Тарусе как культурному центру нужна государственная поддержка. Совет министров РСФСР вынес постановление о помощи городу. В рамках этого документа штат артели планировалось расширить до 500 человек. В декабре 1963 года на улице Шмидта было сдано в эксплуатацию новое производственное здание
В сборнике «Тарусские страницы» Н. Я. Мандельштам (под псевдонимом Яковлева) поместила очерк «Куколки» о фабрике и её работницах.
В 1964 году Тарусская артель была преобразована в Тарусскую фабрику художественной вышивки.
В 1958 году на всемирной выставке в Брюсселе артель (в лице Гумилевской) была удостоена Золотой медали.
Изделия фабрики экспонировались на всемирной выставке в Монреале в 1967 году
С пуском в эксплуатацию нового производственного корпуса был изменён и технологический процесс производства, трудоемкие процессы производства были механизированы. Для облегчения ручного труда и удешевления выпускаемой продукции ручная вышивка переведена на машины с сохранением качества и техники исполнения. При этом сохраняется практика ручной перевити для изготовления выставочных произведений.
В 1970 году коллектив фабрики насчитывал 497 человек работающих.
22 февраля 1971 года Художественным Советом, созданным при Главном управлении народных художественных промыслов, изделия фабрики впервые были отнесены к изделиям народных художественных промыслов.
До 1992 года фабрика выпускала уникальные изделия выставочного характера, сувенирные изделия, изделия массового производства, товары народного потребления.
В 1993 году фабрика была преобразована в ТОО «Тарусская вышивка».
Численность работающих стала сокращаться в связи с тяжёлыми экономическими условиями и достигла 100 человек. В августе 1999 года фабрика была преобразована в ЗАО НХП «Тарусская фабрика вышивки им. М. Н. Гумилевской».
26 февраля 2002 года фабрика была преобразована в ООО НХП «Тарусская вышивка».
Продукция артели представлена в коллекциях Русского музея, Музея народного искусства НИИХП, музея этнографии в Санкт-Петербурге, Калужского областного художественного музея и Калужского государственного объединенного краеведческого музея.

## Стиль тарусской вышивки
До революции вышивка носила исключительно декоративный характер и использовалась для украшения типичного для этой части России костюма. Вышивальщицами чаще всего использовались узоры в виде полосок, геометрических фигур, растительных орнаментов. Встречались и орнимоторные орнаменты — узоры с изображением птиц. Чаще всего калужские вышивальщицы использовали красный цвет. Прием, который использовали калужские вышивальщицы, назывался «красными вырезами». По сетке пускали узор белого цвета, ткань обвивалась нитками красного цвета. Иногда применялись нитки желтого, зеленого или синего цвета.
Образцы узоров приносились в артель крестьянками Тарусского района, в вышивке использовались традиционные мотивы калужской народной вышивки: геометрические, растительные, зооморфные, антропоморфные. Мастерицы артели уже в первый надомный период работали по образцам калужской народной вышивки, развивая традиционный орнамент и технику (цветную перевить и белую строчку) в другом предметном контексте.
С приходом Гумилевской стилистика, в которой работала артель, начала меняться. Гумилевская разбавила традиционную калужскую вышивку изображениями природы Тарусы и окрестностей, не забывая истоки и часто вплетая крестьянские мотивы в свои произведения. Множество работ Гумилевской — простые по оформлению, но они несут традицию старинных рушников. На ассортименте Тарусской артели часто встречаются солярные символы.
В 1930-е годы на продукции Тарусской артели все чаще стала появляться государственная символика. Ткани стали отображать вектор развития государства, процессы, запущенные в СССР: электрификацию, индустриализацию. Перед Гумилевской стояла задача приспособить эту символику к ткани, не нарушая исторической композиции калужской вышивки, органично вписать новые мотивы в традиционный промысел.
После Великой Отечественной войны в ассортименте артели начали появляться монументальные работы, посвященные победе. В основном это были парадные скатерти и полотенца.
Гумилевская стала автором известной работы «Серп и молот», выполненной для Всемирной выставки в Нью-Йорке. Впоследствии различные варианты этой скатерти попали в коллекции многих музеев СССР.

## Награды
Образцы работ артели, а позже фабрики многократно экспонировались на разных выставках и получали награды:
- в 1925 и 1937 годах на международной выставке в Париже — золотая медаль и Диплом I степени
- в 1927 году на выставке декоративного крестьянского искусства в Милане — Диплом I степени
- в 1958 году на Всемирной Брюссельской выставке — «Золотая медаль».
- на выставке «10 лет Промысловой кооперации» в Москве — Диплом за качество
- в 1959 году присужден Диплом I степени Экспертным Советом Постоянного Павильона лучших образцов товаров широкого потребления, за систематический выпуск строчевышитых изделий широкого потребления высокого качества
- в 1960 году Главным комитетом выставки достижений народного хозяйства присужден Диплом III степени
- в 1969 году присужден Диплом I степени правления Совета Промысловой кооперации РСФСР
- в октябре 1999 года фабрика принимала участие в двух выставках. На оптовой ярмарке товаров легкой и текстильной промышленности, фабрика получила Диплом за высокое качество выпускаемых изделий
- в 2000 году фондом народных художественных промыслов Российской Федерации фабрика награждена дипломом за участие в выставке «Русская постология»
- в 2001 году на Православной выставке «По завету князя Даниила» фабрика отмечена похвальным листом
- в 2002 году за участие в Первой Московской выставке-ярмарке народных художественных промыслов России «Ладья-2002» фабрика награждена дипломом
- в 2003 году в конкурсе «Лучший Калужский сувенир» по номинации предприятий народных художественных промыслов фабрика завоевала 1 место и награждена дипломом
- в 2003 году фабрике было присвоено звание «Лауреат Премии „Российский национальный Олимп“».
- в 2004 году фабрика стала победителем конкурса «100+1 Лучших товаров» Калужской области
- в 2004 году на VIII Межрегиональной выставке-ярмарке «Лето-2004», проводимой в городе Серпухове, фабрика награждена дипломом
- в 2004 году фабрика стала Лауреатом конкурса «Лучший Калужский сувенир»
- в 2004 году фабрика стала победителем всероссийского конкурса «Лучший товар года»